# Catherine Quicquat
Catherine Quicquat (gestorben am 18. März 1448 in Vevey) aus Vevey wurde vermutlich im März 1448 in der Region Vevey im Herzogtum Savoyen im Rahmen eines Inquisitionsverfahrens wegen Hexerei zum Tod auf dem Scheiterhaufen verurteilt. Ihr Prozess war Teil einer zweiten Welle von Hexenverfolgungen im Waadtland und markiert den Übergang der Verfolgung von der «klassischen» Häresie zur Verfolgung einer imaginären «Hexensekte».

## Lebensumstände
Über Catherine Quicquat ist nur bekannt, was aus den Prozessdokumenten hervorgeht. Danach stammte sie aus Vevey und war verheiratet mit Thomas Quicquat. Zum Zeitpunkt ihrer Verhaftung lebte sie – mutmasslich als Dienerin – bei dem Priester Jean Gachet, der ehemals Offizial von Vevey gewesen war. Über Thomas Quicquat, der sie anscheinend im Stich gelassen hatte, ist bekannt, dass er Steinmetz und Ofenbauer war, der 1429 bei einem Fayencehersteller in Freiburg seine Kenntnisse im Hinblick auf Farben vervollkommnet hatte. Sein Sohn Guillaume hatte ihn dorthin begleitet und war vier Jahre bei Grün als Lehrling und Diener geblieben. Quicquat lebte Ende der 1440er Jahre in Vevey, wo er ein Haus besass, und hatte anscheinend ein erhebliches Vermögen. Es kann nur vermutet werden, warum Catherine Quicquat nicht bei ihrem Mann lebte. Sie war 1448 damit in einer gesellschaftlich-moralisch fragilen Situation, die sich noch verschlimmerte, als sie im Laufe des Prozesses die sexuellen Beziehungen zu einem anderen Mann gestand.

## Kontext
In den ersten Jahrzehnten des 15. Jahrhunderts wandelte sich die Verfolgung der «klassischen» Häresie hin zur Verfolgung einer imaginären «Hexensekte». Der alpine Raum, der schon seit Jahrzehnten von intensiven Waldenser-Verfolgungen betroffen war, wirkte dabei wie ein «Versuchslabor». Dort sorgten Verfolgungs- und Predigtaktivitäten grenzüberschreitend dafür, Vorstellungen von der angeblichen Teufelsverehrung der Ketzer und ihren dazugehörigen verbrecherischen Riten zu verbreiten. Katalysierend wirkte dabei das Konzil von Basel von 1431 bis 1449, das als «intellektuelle Drehscheibe» für die neuen Konzepte der Hexenverfolgung diente. Das Herzogtum Savoyen hatte als Brücken- und Transitland eine entscheidende Rolle bei der Entstehung und Weitervermittlung des Hexereikonzepts.

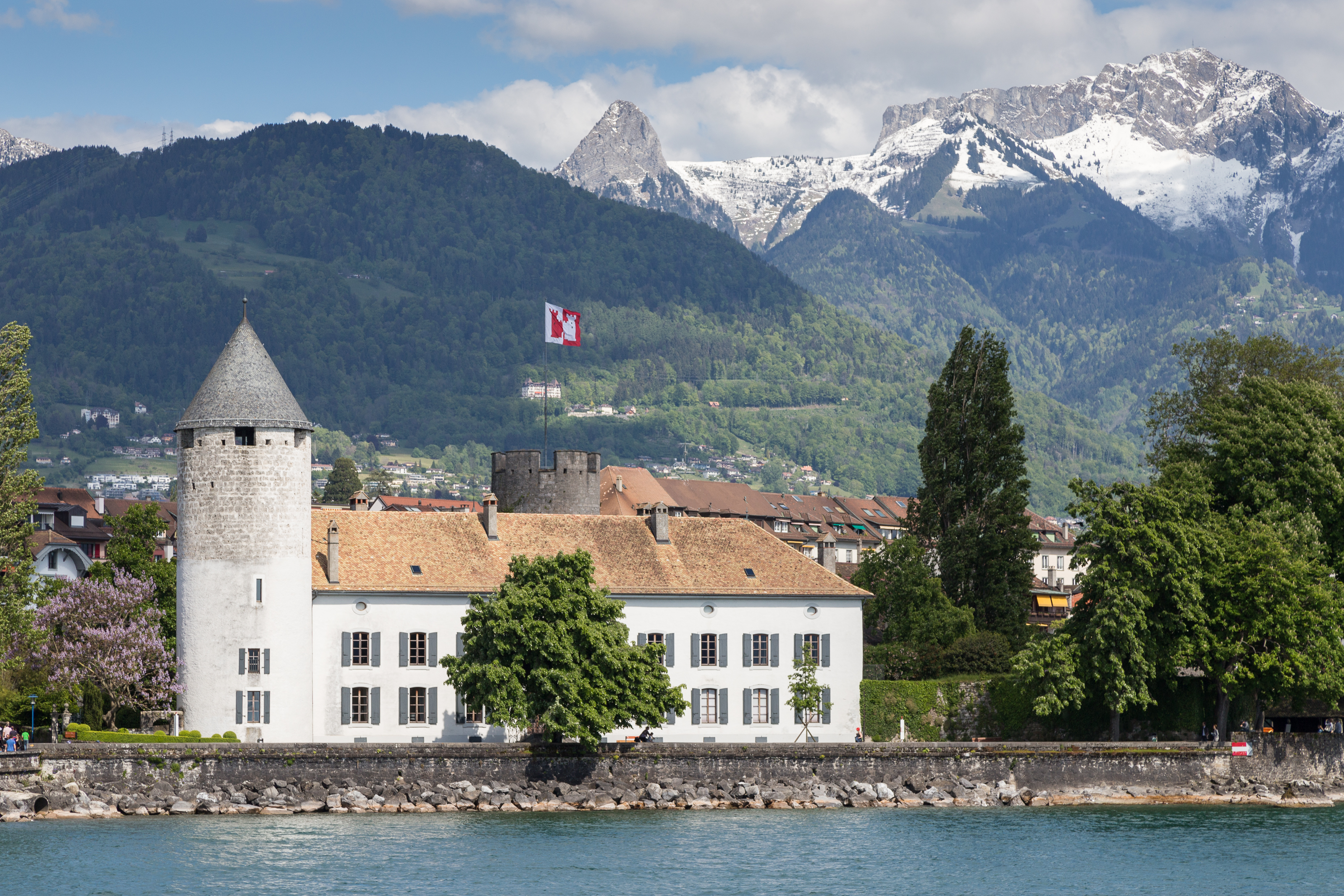
Burg von La Tour-de-Peilz

Ende der 1430er/Anfang der 1440er Jahre hatte es im Waadtland bereits eine Hexenverfolgung mit mindestens zwei Todesopfern gegeben. Der Prozess gegen Catherine Quicquat war der zweite von drei Prozessen, der von der zweiten Welle der Hexenverfolgung im gleichen Kanton überliefert ist. Sie fand 1448 in Vevey, damals unter savoyischer Verwaltung, am Genfersee statt. Er ist zudem wahrscheinlich der erste Fall eines Hexenprozesses im Waadtland, der eine Frau betrifft, die als «Aussenseiterin» im moralischen Sinne galt.
Die drei Prozesse, deren Dokumente in den Archives Cantonales Vaudoises unter der Referenz Ac 29 aufbewahrt werden, gehören zu den ersten, die aus dem Waadtland bekannt sind. Sie wurden alle in der Burg von La Tour-de-Peilz durchgeführt, in der damals die savoyische Kastellanei ihren Sitz hatte. Auch der Inquisitor, das Gericht und die Art der Vernehmung waren in allen drei Fällen gleich. Vor Quicquat war Jaquet Durier alias Costumier ab dem 3. März 1448 von der Inquisition der Prozess gemacht worden. Der Kastellan von La Tour-de-Peilz, Pierre Ros, war vom Fall vermutlich überfordert, weshalb er die Inquisition gerufen hatte. Nachdem der Inquisitor Pierre d’Aulnay in La Tour-de-Peilz angekommen war, wurde Durier im Inquisitionsverfahren am 15. März verurteilt und hingerichtet.

## «Inquisitio secreta»
Jaquet Durier hatte Catherine Quicquat im Rahmen seines Prozesses am 12. März 1448 als verheiratete Frau, «die mit dem Priester Jean Gachet lebe», denunziert. Die Prozessunterlagen zur nicht öffentlich geführten Untersuchung vor ihrem Prozess (inquisitio secreta) haben sich im Fall von Quicquat zumindest teilweise erhalten. Meist liegen diese gar nicht vor. Erhalten hat sich die Aussage des als erstes gehörten Zeugen, Jean Brunet, Kleriker von La Tour-de-Peilz, der auch an den Verhören und der Verurteilung von Durier teilgenommen hatte. Brunet war Schreiber am Offizialatsgericht von Vevey. Jean Gachet, bei dem Quicquat lebte, war sein Vorgesetzter. Es wird angenommen, dass er sich von sich aus zu Wort meldete, nachdem Durier Quicquat denunziert hatte, und eine Aussage machte.
Brunet bestätigte, dass Quicquat in den vergangenen sechs oder sieben Jahren in Vevey und La Tour-de-Peilz einen schlechten Ruf als Häretikerin hatte. Anlass war das Verfahren gegen die als Hexe verurteilte Sibylle Blandis Loquiis in Vevey gewesen. Als diese während ihres Verfahrens zum Neuen Spital in Vevey geführt worden war, wo der Stadtrat seine Sitzungen abhielt, hatte Loquiis an einem Fenster Quicquat und eine weitere Frau gesehen und für viele hörbar gesagt, dass dort zwei Frauen seien, die es ebenso gut verdienten wie sie, verbrannt zu werden. Quicquat hätte sich zudem eines Tages Brunet anvertrauen wollen. Sie habe ihm die Hände auf die Schulter gelegt und gesagt: «Ich habe so viele schreckliche Dinge getan, dass ich nicht weiss, was aus mir werden soll.» Zudem hätte sie ihm einige «unaussprechliche Dinge» anvertraut, er wollte sich jedoch nicht mehr an diese erinnern.

## Prozess
Am 15. März 1448 wurde Catherine Quicquat vom Inquisitor Pierre d’Aulnay und dem Pfarrer Léopard de Bosco im Château de La Tour-de-Peilz verhaftet und verhört. Quicquat gestand, dass sie seit Sibylle Blandis Loquiis Tod einen schlechten Ruf habe, weil sie mit ihr Umgang gehabt hatte und diese ihr beigebracht hatte, ihrem Mann drei Tropfen ihres eigenen Blutes zum Einnehmen zu geben, damit er sie liebte und ihr nicht lästig sei. Nach diesem Geständnis bat sie um einen Tag Bedenkzeit, was ihr gewährt wurde. Trotzdem wurde sie am selben Tag ein weiteres Mal verhört. In diesem Verhör bestritt sie, dass sie «der Häresie befleckt» sei. Darauf verlangte der Glaubensprokurator Pierre Rondinel für sie die Folter. Doch die Inquisitoren wollten noch abwarten, um wohl die Anforderung zu erfüllen, dass man die Folter erst anwenden durfte, nachdem die Angeklagten drei Mal gemahnt worden waren.
Am nächsten Tag (16. März) wurde Quicquat mehrmals ermahnt. Als sie nach der dritten Ermahnung trotzig sagte: «Wahrlich, ich sage nicht mehr, als ich schon gesagt habe; macht mit mir, was ihr wollt», wurde dem Glaubensprokurator die Folter bewilligt. Quicquat wurde mehrere Male am Seil aufgezogen, bis sie erneut um Bedenkzeit bat, was ihr wiederum gewährt wurde.
Der Tag darauf (17. März) war Palmsonntag. Quicquat liess nach dem Inquisitor rufen und flehte diesen um Erbarmen an. Sie wollte «alles bekennen, was sie im Verbrechen der Häresie begangen hatte». Daraufhin bekannte sie, dass sie ungefähr elf Jahre früher auf dem Heimweg von der Pfarrkirche St. Martin von Vevey Loquiis begegnet sei. Diese habe zu ihr gesagt: «Wahrlich, es ist nötig, dass ich dir beichte, und du mir (beichtest)». Dies könnte als Überrest von Waldensertum gedeutet werden. Quicquat gab nach ihren Angaben die von der Kirche akzeptierte Antwort und sagte: «Ich bin nicht Priester, so etwas mache ich nicht.» Trotzdem folgte sie am gleichen Tag Loquiis’ Einladung zum Essen in deren Haus. Dort ass sie «gutes Fleisch», kannte dessen Herkunft jedoch nicht. Diese Angabe machte Quicquat als Antwort auf eine Frage des Inquisitors, der wohl bereits an Kinderfleisch und an eine Hexensynagoge (später Hexensabbat genannt) dachte. In einer Randnotiz der Prozessdokumentation wurde jedenfalls «Eintritt in die Synagoge» festgehalten.

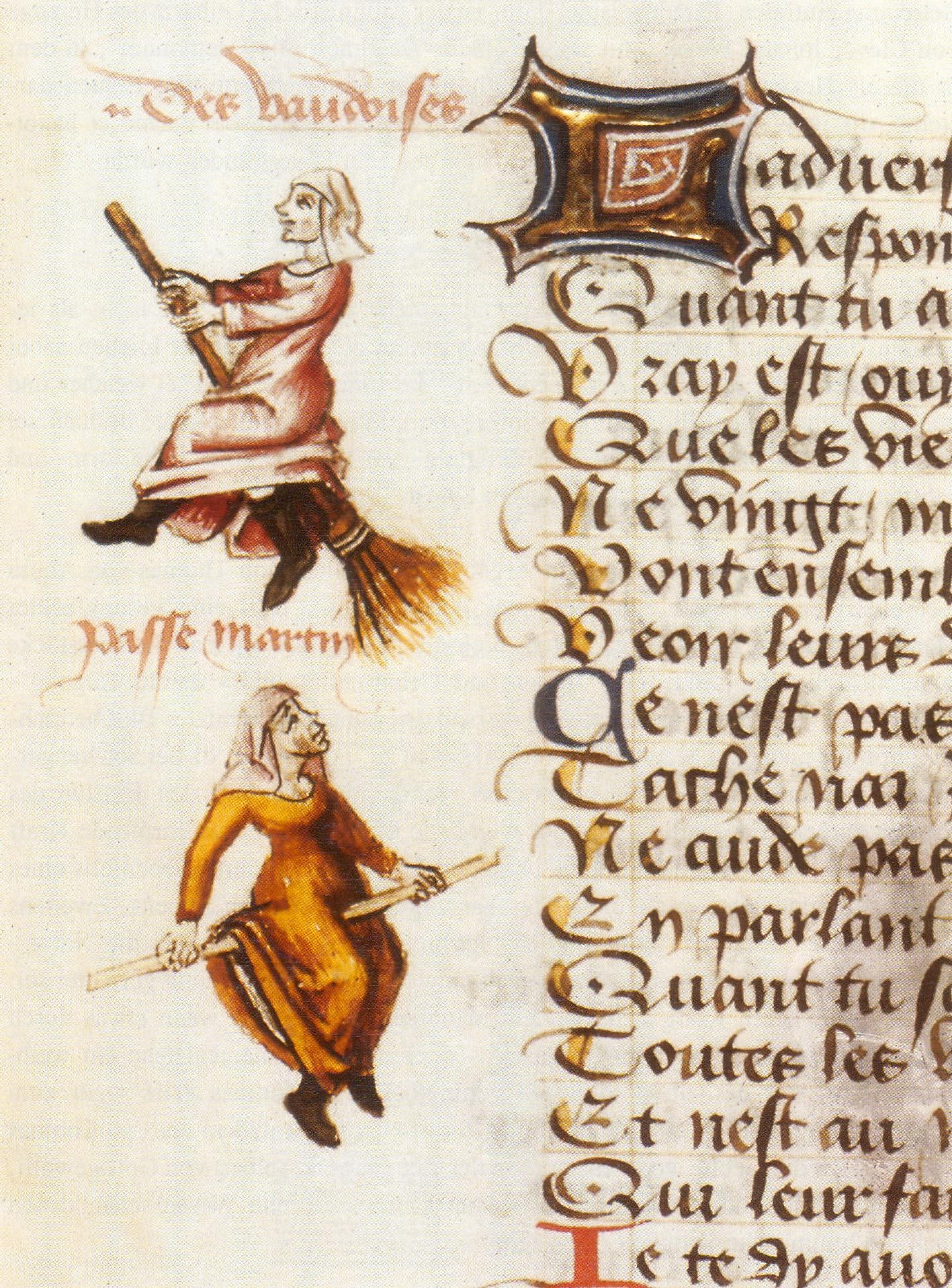
Hexenflug der «Vaudoises» (hier «Hexen», ursprünglich Waldenser) auf dem Besen, Miniatur in einer Handschrift von Martin Le Franc, Le champion des dames, 1451

Quicquat gestand weiter, dass Loquiis und zwei weitere Personen sie dann an einem Montag zu einer Wiese führten, wo sie einen Fuchs namens Rabiel vorfanden, welcher der Meister der Synagoge und der Teufel war. Loquiis forderte Quicquat zum Lehenseid gegenüber dem Fuchs auf, was sie jedoch verweigerte. Doch bei der nächsten Synagoge am darauffolgenden Donnerstag habe sie dann den gewünschten Lehenseid geleistet, indem sie ihn unter den Schwanz küsste und ihm zum Zeichen ihrer Treue vier Schilling gab. Sie musste Gott, der Jungfrau Maria, dem ganzen himmlischen Hof und allen Sakramenten der Kirche abschwören und als Zeichen der Verachtung für all das auf den Boden spucken. Während dieser Synagoge habe es ein Mahl aus Kinderfleisch mit grünem Knoblauch, gutem Brot und gutem weissen und roten Wein gegeben, an dem Quicquat teilgenommen habe. Sie wurde gefragt, wie sie zur Synagoge gekommen wäre, worauf sie antwortete, dass sie auf einem kleinen, weissen Stock, den sie von Loquiis erhalten habe, hin und zurück gereist sei. Meister Rabiel habe ihr zudem befohlen, dass sie an Ostern den «Leib Christi» nicht empfangen dürfe oder ihn zur Synagoge mitbringen oder den Hunden zum Frass vorwerfen sollte. Diese Befehle habe sie jedoch nicht befolgt.
Quicquat wurde auch aufgefordert, Kindsmorde zu gestehen. Daraufhin gab sie zu, zu einer Synagoge eine eigene Tochter mitgebracht zu haben, die sie zuvor selbst getötet habe. Der Leichnam sei zu einem Mahl verarbeitet worden. Nach dem Essen habe es Tanz und sexuelle Orgien gegeben. Quicquat habe dabei zuerst mit dem Meister der Synagoge und dann mit allen anderen anwesenden Männern schlafen müssen. Der Teufel habe insgesamt zwölf Mal auf sodomitische Art mit ihr geschlafen. Zum Schluss berichtete Quicquat noch von einer anderen Synagoge und denunzierte dabei Antoine Bron und Pierre Munier. Zu letzterem bestätigte sie auf Nachfrage, dass er wirklich ein Häretiker sei und sie ihn um die acht Mal auf Synagogen gesehen habe und er ebenfalls auf sodomitische Art mit ihr geschlafen habe.
Am 18. März wurde der Prozess abgeschlossen. An diesem Tag versuchte Quicquat, ihre Aussagen zu widerrufen, was ihr nicht gelang. Sie bestätigte sie mit Ausnahme der Anklage gegen Pierre Munier. Am selben Tag wurde das Urteil, begleitet von einem sermo generalis, vor der Pfarrkirche St. Martin von Vevey verkündet. Quicquat musste dort vor der Öffentlichkeit ihre Aussagen bestätigen. In den Prozessunterlagen fehlt das Urteil, aber zweifellos wurde sie, wie Jaquet Durier drei Tage vorher, verurteilt und auf dem Scheiterhaufen verbrannt.
Insgesamt wurde das Verfahren gegen Quicquat im Vergleich zu anderen von den Inquisitoren ausgesprochen zügig betrieben, was sich an dem zusätzlichen Verhör am ersten Tag, an der frühen Forderung nach Folter und an der Interpretation des Abendessens bei Loquiis als Synagogeneintritt ablesen lässt.
Pierre Munier hatte sich bereits am 17. März selbst gestellt und sich direkt zur Häresie bekannt. Kathrin Utz Tremp vermutet deswegen, dass Quicquat vom Inquisitor dazu gedrängt wurde, ihre Anschuldigungen gegen Munier zurückzunehmen. Sein Häresie-Bekenntnis rettete Munier, denn er wurde am 23. März als reuiger Häretiker und nicht als Angehöriger der imaginären Hexensekte verurteilt. Er musste Busse tun und zwei Wallfahrten unternehmen, entging so aber dem Scheiterhaufen.